# ريان روث
ريان روث (بالإنجليزية: Ryan Roth) (و. 1983  م) هو cyclo-cross cyclist ‏، ودراج كندي، ولد في كيتشنر، أونتاريو، شارك في دورة ألعاب الكومنولث 2010.
.

## روابط خارجية
- ريان روث على موقع الاتحاد الدولي للدراجات (الإنجليزية)
- ريان روث على موقع أرشيف الدراجات (الإنجليزية)
- ريان روث على موقع إحصائيات الدراجات الإحترافية (الإنجليزية)
- ريان روث على موقع نسبة الدراجات (الإنجليزية)
- ريان روث على موقع اتحاد ألعاب الكومنولث (مؤرشف) (الإنجليزية)